# Waldhausen (Wörnitz)
Waldhausen ist ein Gemeindeteil der Gemeinde Wörnitz im Landkreis Ansbach (Mittelfranken, Bayern). Waldhausen liegt in der Gemarkung Wörnitz.

## Geografie
Das Dorf liegt am Waldhausener Mühlbach, einem rechten Zufluss der Wörnitz. Der Teil links des Waldhäuser Mühlbachs wird auch Großwaldhausen genannt, der Teil rechts des Baches Kleinwaldhausen. Im Nordosten grenzt das Wörnitzfeld an. Die Kreisstraße AN 4 führt nach Ulrichshausen (1,6 km nördlich) bzw. nach Bottenweiler zur Kreisstraße AN 5 (1,2 km westlich). Gemeindeverbindungsstraßen führen zur AN 5 bei Rothof (1,4 km nordwestlich) und nach Zischendorf (1,1 km südöstlich).

## Geschichte
Waldhausen lag im Fraischbezirk des ansbachischen Oberamtes Feuchtwangen. 1732 bestand der Ort aus 11 Anwesen und einem Hirtenhaus und einer öden Kapelle. Grundherren waren der Deutsche Orden (1 Anwesen mit Wirtschaft, 1 Anwesen), die Reichsstadt Dinkelsbühl (6 Anwesen), die Reichsstadt Rothenburg (3 Anwesen). Gegen Ende des 18. Jahrhunderts gab es 7 Anwesen, von denen 4 dem Deutschen Orden und 3 der Reichsstadt Rothenburg untertan waren. Von 1797 bis 1808 unterstand der Ort dem Justiz- und Kammeramt Feuchtwangen.
Mit dem Gemeindeedikt (frühes 19. Jahrhundert) wurde Waldhausen dem Steuerdistrikt Wildenholz und der Ruralgemeinde Bottenweiler zugeordnet. Im Zuge der Gebietsreform in Bayern wurde Waldhausen am 1. November 1971 nach Wörnitz eingemeindet.

### Ehemalige Baudenkmäler
- Haus Nr. 6: Wohnstallhaus mit Fachwerkwohnteil im Obergeschoss, bez. 1722.
- Haus Nr. 14: Krüppelwalmdachbau mit Fachwerkobergeschoss, 1692.

### Einwohnerentwicklung
Einwohner
| Jahr            | 001818 | 001840 | 001861 | 001871 | 001885 | 001900 | 001925 | 001950 | 001961 | 001970 | 001987 | 002016 |
| Großwaldhausen  |        | 54     | 54     | 56     | 56     | 51     | 50     | 51     | 39     | 33     |        |        |
| Kleinwaldhausen |        | 28     | 28     | 38     | 40     | 30     | 30     | 36     | 29     | 27     |        |        |
| Gesamt          | 72     | 82     | 82     | 94     | 96     | 81     | 80     | 87     | 68     | 60     | 51     | 37     |

Wohngebäude
| Jahr            | 001818 | 001840 | 001861 | 001871 | 001885 | 001900 | 001925 | 001950 | 001961 | 001970 | 001987 | 002016 |
| Großwaldhausen  |        | 8      |        |        | 10     | 9      | 8      | 8      | 8      |        |        |        |
| Kleinwaldhausen |        | 4      |        |        | 6      | 6      | 6      | 6      | 5      |        |        |        |
| Gesamt          | 16     | 12     |        |        | 16     | 15     | 14     | 14     | 13     |        | 13     |        |
| Quelle          | [ 8 ]  | [ 9 ]  | [ 10 ] | [ 11 ] | [ 12 ] | [ 13 ] | [ 14 ] | [ 15 ] | [ 16 ] | [ 17 ] | [ 18 ] |        |

## Religion
Groß- und Kleinwaldhausen sind seit der Reformation evangelisch-lutherisch geprägt. Kleinwaldhausen ist nach St. Jakobus (Wildenholz) gepfarrt, Großwaldhausen nach St. Gallus (Erzberg). Die Einwohner römisch-katholischer Konfession sind nach Kreuzerhöhung (Schillingsfürst) gepfarrt.